# Libythea myrrha
Libythea myrrha is een vlinder uit de familie van de Nymphalidae, onderfamilie Libytheinae.
Libythea myrrha werd voor het eerst wetenschappelijk beschreven door Jean Baptiste Godart in 1819.